# Zbigniew Boniek
Zbigniew Kazimierz Boniek (Bydgoszcz, 3. ožujka 1956.) je poljski nogometni trener i umirovljeni nogometaš.
Igrao je na položaju veznog igrača, a nosio je broj 10.
Igrajući za Poljsku, skupio je 80 nastupa. Sudjelovao je na Svjetskom prvenstvu 1982. godine.
Bio je jedan od najzaslužnijih igrača za Juventusov uspjeh osvajanja Kupa prvaka 1980-ih.
Kao igrača, odlikovala ga je velika brzina i točnost dodavanja, a poznat je bio i po tome što je bio "noćni igrač" - svoje najbolje igre je pružio na večernjim utakmicama.

## Klubovi za koje je nastupao
- Zawisza Bydgoszcz 1966. – 1975.
- Widzew Łódź 1975. – 1982.
- Juventus F.C. 1982. – 1985.
- A.S. Roma 1985. – 1988.

## Trenerska karijera
- US Lecce 1990. – 1991.
- AS Bari 1991. – 1992.
- Poljska nogometna reprezentacija 2002.

## Vanjske poveznice
- Službena stranica (polj.)